# Seurasaari (ö i Egentliga Finland)
Seurasaari är en ö i Finland. Den ligger i Skärgårdshavet och i kommunen Gustavs i den ekonomiska regionen  Nystadsregionen i landskapet Egentliga Finland, i den sydvästra delen av landet. Ön ligger omkring 44 kilometer väster om Åbo och omkring 190 kilometer väster om Helsingfors.
Öns area är 0,8 hektar och dess största längd är 250 meter i nord-sydlig riktning.